# Pedro Egídio
Pieter Gillis (28 de Julho de 1486 – 6 ou 11 de Novembro de 1533), conhecido pelo nome aportuguesado Pedro Egídio ou, por vezes, pelo latinizado Petrus Ægidius, foi um humanista do Renascimento, editor e magistrado na cidade de Antuérpia, no início do século XVI. É conhecido por travar amizades com Rodolfo Agrícola, Erasmo de Roterdão e Tomás Morus.
O livro Utopia, de Tomás Morus, apesar de uma obra de ficção, inclui Pedro Egídico como uma personagem no Livro Primeiro. Morus dedicou a Utopia a Egídio, que pode ter sido quem desenhou o Alfabeto dos Utopianos, incluido com a terceira edição do livro (1518). Os dois conheceram-se quando Morus foi obrigado a deslocar-se à Antuérpia no decurso do seu serviço diplomático para a Coroa inglesa.